# Rapey
Rapey är en kommun i departementet Vosges i regionen Grand Est (tidigare regionen Lorraine) i nordöstra Frankrike. Kommunen ligger i kantonen Charmes som tillhör arrondissementet Épinal. År 2022 hade Rapey 24 invånare.

## Befolkningsutveckling
Antalet invånare i kommunen Rapey
| Referens: INSEE |